# Гриців Віталій Ігорович
Віталій Ігорович Гриців — український військовослужбовець, полковник 199 НЦ Збройних сил України, учасник російсько-української війни. Лицар ордена Богдана Хмельницького III ступеня (2016).

## Життєпис
У 2020—2022 роках служив начальником 199-го навчального центру Десантно-штурмових військ Збройних сил України.

## Нагороди
- орден Богдана Хмельницького III ступеня (21 березня 2016) — за особисту мужність і високий професіоналізм, виявлені у захисті державного суверенітету та територіальної цілісності України, вірність військовій присязі[2].

## Військові звання
- полковник[1];
- підполковник[3].